# Mara Aranda
Mara Aranda (Valencia, 6 de diciembre de 1968) en una cantante valenciana intérprete de música mediterránea y música antigua. Directora del Centro Internacional de la Música Medieval, desde enero de 2020.
Ha dedicado su vida a trabajos de estudio, investigación, interpretación y divulgación de la cultura de tradición oral y medieval, con especial énfasis en la tradición sefardita y la recuperación de la obra de las mujeres compositoras de la Edad Media, las trobairitz. En sus más de 30 años de trayectoria profesional ha investigado y cantado músicas de composición propia y también turcas, griegas, bizantinas, occitanas y músicas antiguas, medievales y sefardíes, que han dejado como resultado casi una veintena de discos propios merecedores de premios y reconocimiento por parte de público y también de medios de prensa especializados, tanto nacionales como internacionales, consiguiendo internacionalizar lenguas como el judeoespañol, galaicoportugués, occitano o catalán.
Su carácter singular hace que sea difícilmente catalogable obteniendo galardones y reconocimiento a nivel internacional tanto como artista de WorldMusic o folk como de Música Antigua, medieval o incluso barroca (festival Vantaa de Música Barroca de Finlandia).
La recuperación del patrimonio musical histórico y de los instrumentos musicales de la Edad Media, desde el siglo V al XV, asociados a su actividad concertística, ha sido una constante en su trayectoria. Es así como ha desarrollado una actividad de identiﬁcación, catalogación y reconstrucción de más de 200 instrumentos musicales, junto a grandes luthieres europeos principalmente, a partir de la iconografía románica y gótica en la arquitectura española y también de manuscritos que dan la información de cómo fueron los instrumentos musicales. Actualmente gestiona la colección privada más grande de instrumentos medievales de Europa, junto a Jota Martínez, especialista en instrumentos musicales medievales.
Su actividad concertística o interpretativa se convierten en una experiencia altamente pedagógica y divulgativa. Las publicaciones que acompañan cada trabajo están prologadas y cuentan con el aval de diferentes personalidades del mundo académico. Como investigadora e intérprete de música sefardí, Mara Aranda, ha realizado viajes de residencia para la investigación y estudio de dicha tradición en Salónica (2003-2004), Estambul (2006-2007) y Jerusalén (2016) siendo resultado de este ejercicio la edición de 'Músiques i cants dels jueus sefardis' (Galileo-mc, 2005), 'Sephardic Legacy (Bureo Músiques, 2011) con el que es invitada por diferentes embajadas españolas que celebran el 450 aniversario de la entrada de sefardíes en el antiguo Imperio Otomano: Sarajevo, Bulgaria, República Checa y Polonia, así como la colección 'Geografías de la Diáspora compuesta por cinco discos. El primer volumen vio la luz en enero de 2017 'Sefarad en el corazón de Marruecos', que recibe el premio que concede anualmente la Transglobal Music Charts List a ‘mejor disco europeo del año’ 2017 (diciembre 2017) y en el nº 9 de la lista de las 100 mejores producciones anuales del mundo, galardones ambos que ningún otro grupo español ha ostentado en la historia de la lista. En 2019, continuando con la pentalogía sonora aparece 'Sefarad en el corazón de Turquía' obteniendo el galardón a 'mejor disco europeo del año' quedando en 5 posición entre toda la producción discográfica mundial.

## Biografía
En 1990, formado por Mara Aranda, Néstor Mont y Joansa Maravilla, tuvo lugar el primero de los conciertos de Mara Aranda con el que sería conocido como 'el primer grupo de WorldMusic de Valencia', 'Cendraires'. Tras la grabación de un disco, de título homónimo, en el año 1998 se disuelve la formación.
En 1998 funda, junto a Efrén López, L’Ham de Foc, uno de los grupos españoles más destacados a nivel internacional, nutrido de las influencias provenientes de la música música medieval y tradicional centroeuropea y de Oriente, con una fuerte identidad mediterránea.  El grupo edita ‘U’ (Sonifolk, 1999), disco de debut, donde Mara Aranda compone las letras y parte de las músicas de la formación.
Una de las primeras colaboraciones de la cantante, fuera del ámbito de L'Ham de Foc, es con el valenciano David Cervera, poniendo voz a varias de las piezas de su disco "Talaüd" (EMI Classic, 2000). También el miembro de Al Tall, Miquel Gil, la invita a participar en su disco "Orgànic" (Sonifolk, 2001) cantando la "cançó del traginers".
Uno de los pilares fundamentales de la trayectoria de Mara Aranda es el Mediterráneo. Para ampliar sus conocimientos, viaja y reside en Mirtia, Creta (2001) donde a través del proyecto músico-pedagógico en la academia Labirynthos, dirigida por Ross Daly, toma parte del curso de canto polifónico y música búlgara que imparte Tzvetanka Varimezova, directora de la orquesta de la Radio Nacional Búlgara.
De vuelta en Valencia, profundiza en el canto tradicional valenciano cant d’estil, a través del "cantaor" Josep Aparici 'Apa'.
‘Cançó de dona i home’, (Sonifolk, 2001), es el segundo disco de L'Ham de Foc en el que, con su propuesta musical y artística singular, atrae a seguidores de todos los ámbitos: rock, nuevas músicas o folk. Supone la consagración definitiva de la formación y es considerado por la crítica especializada como su mejor disco, llevándolos a presentarlo en el festival Womex, en Sevilla.
En 2005 regresa a Salónica donde investiga la música tradicional, popular y el canto bizantino griego con Drossos Kutsokostas en la academia En Chordais, profundizando además en la herencia sefardí de esta ciudad, conocida como 'La Jerusalén de los Balcanes'.
En 2006, para recabar información sobre la tradición musical otomana y el repertorio sefardí de Oriente, reside en Estambul.
A su regreso de nuevo a Valencia, Emilio Garrido, asesor musical de la serie documental para T.V.E Linatakalam, invita a L'Ham de Foc a participar en la banda sonora, junto a Serrat. También, ese mismo año, se edita el tercer y último disco de L'Ham de Foc, antes de su disolución, ‘Cor de porc’(Galileo-mc, 2005), con reminiscencias del Mediterráneo Oriental. Con este último disco de la formación, fueron el único disco europeo en el Top 10 anual de los WMC. Elegido asimismo por la revista inglesa FRoots entre los 20 mejores discos del año a nivel mundial. La formación inaugura el instituto Cervantes de Pekín este año.
Registra el disco 'Músiques i cants sefardis d'Orient i Occident', (Galileo-mc, 2006), con Aman Aman, aportando una nueva visión de la herencia musical de los judíos españoles, reelaborabando los temas tradicionales de este repertorio con elementos organológicos y musicales de la geografía de la diáspora.
El grupo L'Ham de Foc, así como Aman Aman, se disuelven en 2006.
Este mismo año codirige la formación musical Al-Andaluz Project, junto a músicos alemanes, españoles y marroquíes; representando las tres vocalistas femeninas: Sigrid Hausen, cantante de música medieval, Iman Kandousi, intérprete de música andalusí, y la propia Mara Aranda, intérprete del repertorio sefardita; las tres herencias de la España medieval. El resultado de este trabajo conjunto, se ve reflejado en los discos Deus et Dibolus, Al Maraya, Abuab Al-andaluz y Salam que incluyen cantos sefardíes y de la tradición andalusí, así como piezas de la música antigua europea. El grupo se disuelve en 2017.
Colaboradora habitual del festival Sete Sóis Sete Luas, participa en proyectos musicales internacionales, promocionando la idea de convivencia y fusión de culturas Mediterráneas, lemas del mismo. En 2008 es invitada por Luigi Cinque, para su disco Alentejo story concert, junto a la cantante sarda Elena Ledda.
Produce y presenta el programa radiofónico "Microkosmos" en canal 9 Ràdio-Si Ràdio, dedicado a las músicas tradicionales y antiguas (2007-2008).
Junto al grupo Solatge, en torno a 2008, comienza a trabajar un repertorio dedicado a las músicas tradicionales del Mediterráneo. El primer disco de la formación "Dèria" (Galileo MC, 2009), basado en el repertorio con versiones contemporáneas del cancionero tradicional de la antigua Corona de Aragón, fue reconocido con diferentes galardones como mejor disco de folk por el COM (colectivo Ovidi Montllor), mejor disco de folk por el programa de Catalunya Ràdio, Hidrògen o mejor disco de folk por la UFI (Unión de Fonográficas Independientes). Asimismo representan a España en el Womex celebrado en Copenhague y permanecen varias semanas en el ranking de grupos destacados de música folk del mundo de la lista de la WCME.
Protagoniza el documental Vinoleum, (Pyrene, 2009), con fotografía y textos de Manuel Asensi Calabuig, dedicada al Macizo del Caroig.
En 2010 el cantante argelino Akim el Sikameya, junto a músicos andaluces, valencianos, toscanos, griegos, sicilianos y portugueses, además de la cantante siciliana Rita Bottu, le propone participar en una nueva producción del festival Sete Sóis Sete Luas, la Med'set orkestra.
En 2011 registra un trabajo 'Nits cosides' (Temps Record, 2011) junto a la formación Artaica. Con una instrumentación atípica en el folk: piano, contrabajo, clarinete y violín, el disco obtiene el premio a los mejores arreglos y producción del año, que concede el COM (col.lectiu de músics i cantants en valencià, colectivo de músicos y cantantes en valenciano).
En 2012, forma parte de la Sete Luas Orquestra,(producción del festival Sete Sóis Sete Luas) dirigida por el siciliano Mario Incudine, junto a músicos de seis países.
Colabora con formaciones dedicadas a la música antigua: Ensemble Speculum, Oni Wytars o Ensemble Unicorn. Mención aparte merece el trabajo de Mara Aranda con Capella de Ministrers,con los que trabaja en sus programas dedicados a 'els viatges del Tirant lo Blanch', 'El cicle de la vida', 'La cité des dames' y 'la música encerrada: Sefarad.
En 2013 se edita 'Sephardic Legacy' (Bureo músiques), disco dedicado al repertorio de los sefardíes en la diáspora, , donde interpreta composiciones transmitidas por tradición oral a través de los siglos y recuperadas en Turquía, Bulgaria, Marruecos o Grecia, que forman parte de la historia musical española y constituyen el legado musical de los judíos españoles en la diáspora. 
También en este mismo año aparece Lo testament (Bureo Músiques, 2013), trabajo discográfico que gira en torno a una visión actualizada de las músicas y cantos del Mare Nostrum que también es galardonado como mejor disco de folk de 2013 por el COM (Col.lectiu Ovidi Montllor).
En 2015 edita el disco que celebra sus veinticinco años sobre los escenarios: ''Mare Vostrum''(Picap, 2015) que se alza a las pocas horas de su lanzamiento con el galardón al 'mejor disco de folk 2015' que concede el COM.
En 2017 Mara Aranda vuelve sobre el repertorio tradicional de los judíos españoles en la diáspora tras tres discos previos: ‘Música i cants sefardís d’Orient i Occident’, junto a Aman Aman, (Galileo-mc 2009), Sephardic Legacy (Bureo Músiques 2013) y ‘La música encerrada’, junto a Capella de Ministrers (2014).  Bajo la dirección de Jota Martínez,  se publica 'Sefarad en el corazón de Marruecos', el primer volumen de la colección ‘Geografías de la Diáspora’, una serie de cinco discos dedicados a los destinos geográficos más importantes de los sefardíes, tras su salida de la Península (Marruecos, Turquía, Grecia, antigua Yugoslavia e Israel) en los cuales el objetivo es la recuperación de piezas escasamente interpretadas o inéditas por un lado, y por otro,  la recuperación, grabación y divulgación de aquellas conectadas con el romancero viejo. Este disco obtiene el galardón a 'mejor disco europeo' del año de su lanzamiento por la WMCL (World Music Charts List). En 2019, continuando con la pentalogía sonora aparece 'Sefarad en el corazón de Turquía' obteniendo el galardón a 'mejor disco europeo del año' quedando en 5 posición entre toda la producción discográfica mundial del año.
Mara Aranda celebra 30 años sobre los escenarios en 2020 interpretando los textos originales de los siglos XII y XIII de cantautoras medievales, las trobairitz, y otros textos anónimos, en los que no se descarta la autoría de mujeres en un ejercicio de visibilización y sensibilización hacia el mundo injustamente tratado desde la Historiografía de las mujeres, en general, y de las compositoras medievales, en particular. 
En enero de 2020 asume la dirección del CIMM, Centro Internacional de la Música Medieval.
En 2022 se estrena 'Sefarad en el corazón de Grecia'.

## Discografía
- Cendraires - "Cendraires" (Sonifolk, 1998)
- L'Ham de Foc - "U" (Sonifolk, 1999)
- L'Ham de Foc - "Cançó de dona i home" (Sonifolk, 2002)
- L'Ham de Foc - "Cor de porc" (Galileo, 2005)
- Aman Aman - "Música i cants sefardís d'Orient i Occident" (Galileo, 2006)
- Al Andaluz Project - "Deus et diabolus" (Galileo, 2007)
- Mara Aranda & Solatge - "Dèria" (Galileo, 2009)
- Al Andaluz Project - "Al-Maraya" (Galileo, 2010)
- Artaica - "Nits cosides" (Temps Records, 2010)
- Al Andaluz Project - "Abuab Al Andalus: Live In München 2011" (Galileo, 2012)
- Al Andaluz Project - "Salam" (Galileo, 2013)
- Mara Aranda - "Sephardic Legacy" (Bureo Músiques, 2013)
- Mara Aranda & Solatge - "Lo testament" (Bureo Músiques, 2013)
- Mara Aranda - "Mare Vostrum" (Picap, 2015)
- Mara Aranda - "Sefarad en el corazón de Marruecos" (autoedición, 2017)
- Mara Aranda - "Sefarad en el corazón de Turquía" (autoedición, 2018)
- Mara Aranda - "Trobairitz" (autoedición, 2020)
- Mara Aranda - "Sefarad en el corazón de Grecia" (autoedición, 2022)
- Mara Aranda - "Sefarad en el corazón de Bulgaria" (autoedición, 2024)

## Colaboraciones
- David Cervera para su disco Talaüd (EMI-UPC, 2000). Canciones interpretadas: Voramar y Nunat.
- Miquel Gil para su disco Orgànic (Sonifolk, 2001). Canción interpretada: Cançó dels traginers.
- Med'set Orkestra para su disco homónimo (2007). Canciones interpretadas: La tarara y La puerta.
- Aljub+Krama para su disco Afluències (Picap, 2009). Canciones interpretadas: Taksidi, Asteri, Mar de verí y L'olivera.
- Luigi Cinque Project para su disco Alentejo Story Concert (2009). Canciones interpretadas: Yo me levantaría y El pandero.
- Aljub para su disco Portes (Picap, 2010). Canción interpretada: T'adormires a la meua ombra.
- Taray para su disco Folkresort (Tres fronteras, 2010). Canción interpretada: La candela.
- Capella de Ministrers para su disco Els viatges de Tirant lo Blanch (2010). Canciones interpretadas: Magnificat/Megalini.
- Obrint Pas para su disco Coratge (2011). Canciones interpretadas: Al país de l'olivera y Jota de valencians.
- Capella de Ministrers para su disco El Cicle de la Vida (2012). Canción interpretada: Epitafi de Sikilos.
- Capella de Ministrers para su disco La cité des dames (2013). Canción interpretada: Mareta.
- Capella de Ministrers para su disco Música encerrada. El legado oral de la diáspora sefardí (2014).
- Kontakte Percusión para su disco Els set treballs d'Hèrcules (2018).
- Kepa Junkera para su disco Fok (2018).
- Capella de Ministrers para su disco La ruta de la seda (2018)